# سینمای بلاروس

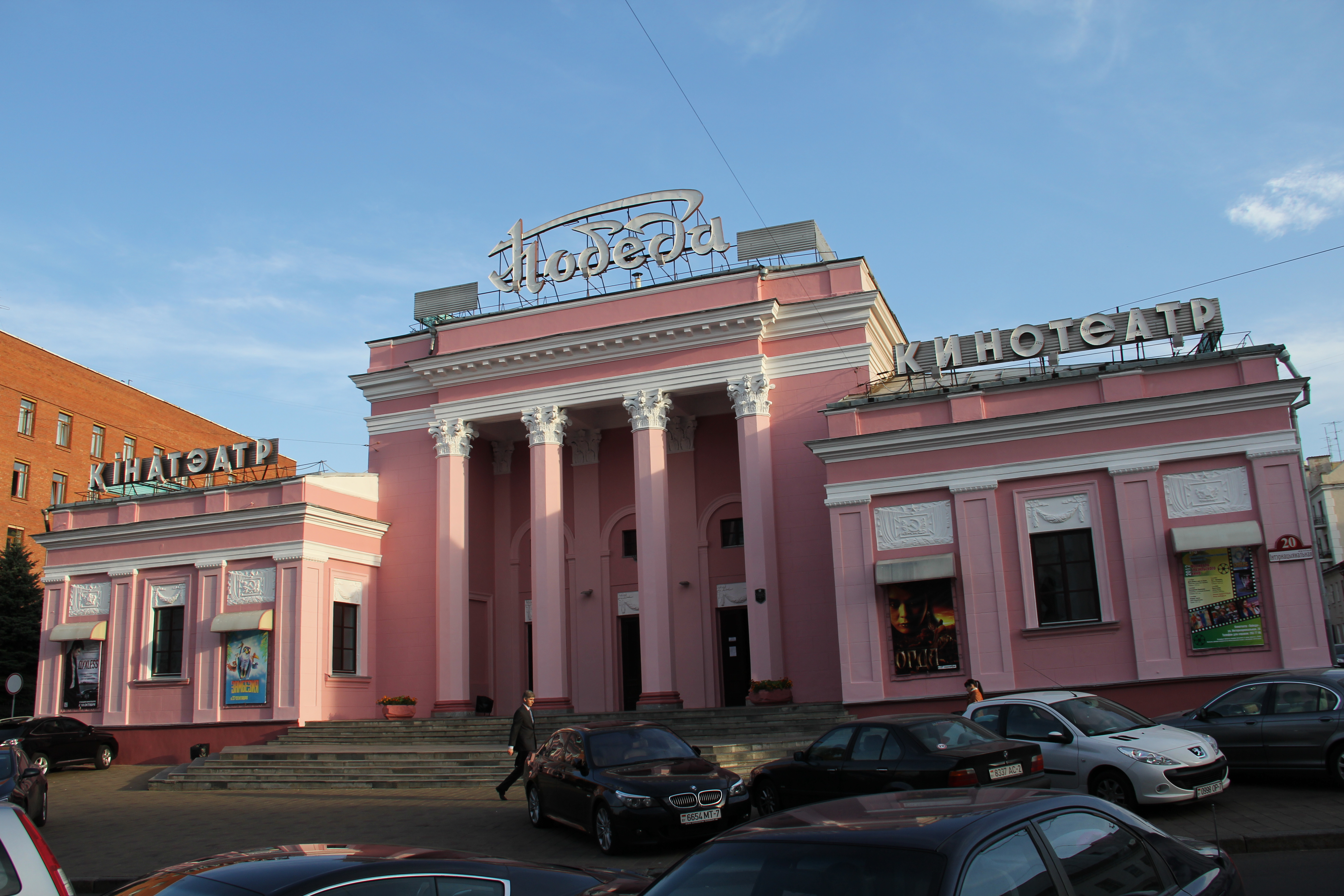
سینما پوبدا در مینسک

سینمای بلاروس به صنعت سینما در این کشور در دوران اتحاد جماهیر شوروی و پس از استقلال بلاروس اشاره دارد. به نسبت دیگر جمهوری‌های استقلال یافته از اتحاد جماهیر شوروی، سینمای بلاروس به لحاظ بدنه سینمایی از پیشرفته‌ترین‌ها به‌شمار می‌آید، اگرچه به خاطر تأمین سرمایه برای تولید فیلم مستقل با مشکل روبرو است. سینمای بلاروس در تولید فیلم مشترک در دهه اخیر دارای موفقیت‌هایی بوده‌است.

## پیشینه

بیا و بنگر (۱۹۸۵) ساخته الم کلیموف

آغاز سینما در بلاروس به ۱۷ دسامبر ۱۹۲۴، با ایجاد استودیو بلاروس‌فیلم آغاز شد. در دوره اتحاد جماهیر شوروی بلاروس‌فیلم ۲۲ فیلم بلند سینمایی برای اکران در سراسر روسیه تولید کرد. این تعداد در مورد انیمیشن‌های کوتاه و بلند ۹۰ اثر است.
از مهمترین بازیگران و کارگردان‌هایی که در بازه زمانی مختلف در بلاروس‌فیلم مشغول به کار بودند اسفیر شوب، نیکولای چرکاسوف، الکساندر فاینتسیمر، اولگ فرلیخ، ولادیمیر رُستیسلاوُویچ گاردین، گریگوری روشال و میخائیل ورنر قابل اشاره هستند.
از فیلم‌های قبل از استقلال، بیا و بنگر (۱۹۸۵) ساخته الم کلیموف یکی از مشهورترین فیلم‌های تولید شده در بلاروس‌فیلم است. فیلمی در ژانر درام جنگی که به دوران اشغال بلاروس شوروی به دست نیروهای آلمان نازی در طول جنگ جهانی دوم می‌پردازد.

## سینمای حال حاضر
ولادیمیر گوستیوخین، پیوتر شلوخونوف، ولادیمیر موتیل، ولادیمیر کوزلوف، ایرینا مدودوا، سلیمان افیموویچ شولمن، یلنا تروفیمنکو، آنجلیکا آگورباش، اولگا دیگوفیچنایا، جولیا ویسوتسکایا از مطرح‌ترین سینماگران بدنه سینمایی بلاروس هستند.
از آثار تولید شده پس از استقلال بلاروس نیز ۲ فیلم قلعه جنگ (۲۰۱۰) ساخته الکساندر کوت و در مه (۲۰۱۲) ساخته سرگئی لوزنیتسا از شاخص‌ترین‌ها به‌شمار می‌آیند.